# Jo Jo White
Joseph Henry "Jo-Jo" White, född 16 november 1946 i Saint Louis, Missouri, död 16 januari 2018 i Boston, Massachusetts, var en amerikansk basketspelare.
White blev olympisk mästare i basket vid sommarspelen 1968 i Mexico City. Han invaldes i Naismith Memorial Basketball Hall of Fame år 2015.